# Теменос
Теменосът (от древногр. τέμενος) е светилище, свещено пространство.  Теменосът е оградена земя, пространствено отделена от ежедневна употреба, предназначена за почитането на дадено божество. В него са разположени структури, свързани с култовата и ритуалната дейност, като храм и олтар или природни обекти (например скали, камъни, вода), разграничаващи сакралното пространството.

## Етимология
Думата произхожда от старогръцкия глагол τέμνειν (témnein), който означава „режа“, „отделям“.

## Дефиниция
В тесен смисъл, теменосът е древногръцко светилище, построено на определено място с важно значение за култа към дадено божество. Най-често теменосът е пространствено отделен чрез каменна стена или ограда, наречена  „перибол“ (терминът períbolos може да означва както двора на теменоса, така и стената, която го огражда). В някои случаи пространството е оградено от гранични камъни (hóroi). Теменосът може да е около свещено дърво или горичка, както и други природни елементи като пещери, скали или извори, които символизират и демаркират сакралността на пространството. 
Практиката на разделяне на света на сакрални и профанни пространства се наблюдава във всички култури, както в праисторическите и древните, така и в съвременните общества.  В по-общ смисъл терминът „теменос“ може да означава и всяко сакрално пространство, отделено от секуларния свят на ежедневието, което осъществява и символизира прехода между видимо и невидимо, съзнавано и несъзнавано, духовно и земно, вътрешния и външния свят.

## Примери
- Светилището на Деметра в Елевзина
- Храмът на Атина Прония в Делфи, Гърция
- Стадионът за Питийските игри

#### В България:
- Светилището на Зайчи връх до Кабиле, Ямбол
- Скално-култовия комплекс при село Татул, Кърджали
- Светилището „Белинташ“, Асеновград
- Светилището „Перперек“, Кърджали

## Интерпретация на Юнг
Швейцарският психолог Карл Юнг (1875-1961) прави аналогия между теменоса и психотерапевтичната среда - офисът на терапевта е пространство, отделено от външния, ежедневен свят, което в този смисъл наподобява психологически или терапевтичен „теменос“. 
Юнг концептуализира разглежда теменоса в контекста на психоанализата - като пространство, което помага на човека да постигне психическа цялост чрез интеграция на съзнавано и несъзнавано, да постигне ключовите за теорията на Юнг процеси на индивидуация и трансценденция.